# Island Arena
Die Island Arena ist ein großes Tal im nördlichen Teil der Darwin Mountains des Transantarktischen Gebirges, das durch eine Seitenzunge des Darwin-Gletschers eingenommen wird. Es liegt zwischen dem Colosseum Ridge und dem Kennett Ridge. Inmitten des Tals ragt der Richardson Hill wie ein inselartiger Nunatak aus den Eismassen auf.
Teilnehmer der von 1962 bis 1963 dauernden Kampagne im Rahmen der neuseeländischen Victoria University’s Antarctic Expeditions kartierten es und gaben ihm seinen deskriptiven Namen.